# استیون مکلین (بازیکن فوتبال)
استیون مکلین (انگلیسی: Steven MacLean؛ زادهٔ ۲۳ اوت ۱۹۸۲) بازیکن فوتبال اهل بریتانیا است.
از باشگاه‌هایی که در آن بازی کرده است می‌توان به باشگاه فوتبال اسکانتورپ یونایتد، باشگاه فوتبال شفیلد ونزدی، باشگاه فوتبال کاردیف سیتی، باشگاه فوتبال آکسفورد یونایتد، باشگاه فوتبال رنجرز، باشگاه فوتبال چلتنهام تاون، باشگاه فوتبال یئوویل تاون، باشگاه فوتبال پلیموث آرگیل، باشگاه فوتبال سنت جانستون، و باشگاه فوتبال آبردین اشاره کرد.
وی همچنین در تیم ملی فوتبال زیر ۲۱ سال اسکاتلند بازی کرده است.